# دهستان هنگام (قیر و کارزین)
دهستان هنگام (قیر و کارزین) نام دهستانی در بخش مرکزی شهرستان قیر و کارزین، استان فارس در ایران است. براساس سرشماری مرکز آمار ایران در سال ۱۳۹۵، جمعیت آن ۴۷۳۶ نفر (۱۴۵۸ خانوار) بوده‌است.